# Nam Jie-youn
Nam Jie-youn (ur. 25 maja 1983 w Gangneung) – południowokoreańska siatkarka, grająca jako libero, trenerka. Dwukrotna olimpijka (2004, 2016).

## Sukcesy reprezentacyjne
Mistrzostwa Azji:
- 2015
- 2003, 2011

Igrzyska Azjatyckie:
- 2014
- 2010

Mistrzostwa świata U-21:
- 2001

## Nagrody indywidualne
- Najlepsza libero Pucharu Świata (2011)
- Najlepsza libero mistrzostw Azji (2011, 2015)